# 도요시마촌 (아키타현)
도요시마촌(豊島村)은 1955년까지 아키타현 가와베군 (아키타현 중부)에 설치되었던 촌이다. 
현재의 아키타시 가와베 기타노다타카야 및 아키타시 가와베 마쓰부치, 아키타시 가와베 도지마, 아키타시 가와베 토시마, 아키타시 가와베 토요나리, 아키타시 가와베 하타다니에 해당한다.

## 역사
전국시대에 도지마(구 노다타카야)는 도지마(구 노다타카야)는 에도 시대에는 쿠보타 성 아래에서 출발해 하슈 가도(羽州街道)의 첫 번째 역참이 되었다. 현재의 도지마 보육원 부근에 본진이 있었다. 
- 1873년 - 노다타카야촌이 도지마촌으로 명칭이 변경되었다.
- 1889년 4월 1일 - 정촌제 시행에 의해 가와베군 도시마촌이 탄생하였다.
- 1942년 4월 1일 - 가와베군 와다정에 편입되었다.
- 1950년 7월 1일 - 분립하여, 다시 도요시마촌이 성립하였다.
- 1955년 3월 31일 - 이와미산나이촌 및 와다정과 합병해, 가와베정이 되었다.